# Conférence interafricaine des marchés d'assurance
 (mai 2017).
Si vous disposez d'ouvrages ou d'articles de référence ou si vous connaissez des sites web de qualité traitant du thème abordé ici, merci de compléter l'article en donnant les références utiles à sa vérifiabilité et en les liant à la section « Notes et références ».
La Conférence interafricaine des marchés d'assurance (CIMA) est un organisme communautaire du secteur des
assurances.
Il est issu de l'évolution de la Conférence internationale des contrôles d’assurances (CICA née le 17 juillet 1962 à Paris entre la France d’une part et quatorze États africains et Malgache d’autre part.
Le 10 juillet 1992, la CICA devient Conférence interafricaine des marchés d’assurance (CIMA). Le traité signé à Yaoundé (Cameroun) ce jour-là institue une Organisation intégrée de l'industrie des assurances dont l'organe communautaire est la CIMA.
Les États signataires sont : Bénin, Burkina Faso, Cameroun, Centrafrique, Congo, Comores, Côte d’Ivoire, Gabon, Guinée, Guinée équatoriale, Mali, Niger, Sénégal, Tchad et Togo. Des quatorze États signataires de 1961, seule la République fédérale islamique des Comores n’a pas encore ratifié le Traité.
La Guinée-Bissau a ratifié le traité en 2002 et est le premier État non-francophone à adhérer à la CIMA.

## Réassurance
La CIMA gère une société de réassurance interétatique dénommée CICA-RE. Instituée en 1981, cette société réassure obligatoirement 10 % des primes d'assurance payées localement dans un des États membres de la CIMA. Le but est d'éviter l'exportation des capitaux vers les pays développés, où se trouvent l'essentiel des grands réassureurs.
CICA-RE a été créée à la suite d'Africa Re, société de réassurance basée au Nigeria, qui retient 15 % des primes réassurées dans plus de 40 États d'Afrique. Africa Re avait été créée par la Banque africaine de développement.